# مديرية بوجبور
مديرية بوجبور (بالأردية: بھوجپور) هي مديرية في النيبال، تقع في مديرية كوسي، بلغ عدد سكانها 182,459  نسمة وذلك حسب إحصائيات سنة 2011.

## أعلام
- داياهانج راي